# El despertar de la conciencia
El despertar de la conciencia (en inglés: The Awakening Conscience) es un cuadro realizado por el pintor William Holman Hunt. Mide 76,2 cm de alto y 55,9 cm de ancho, y está pintado al óleo sobre lienzo. Data de 1853 y se encuentra en el museo Tate Britain, en Londres, con el número de inventario T02075.

## Historia

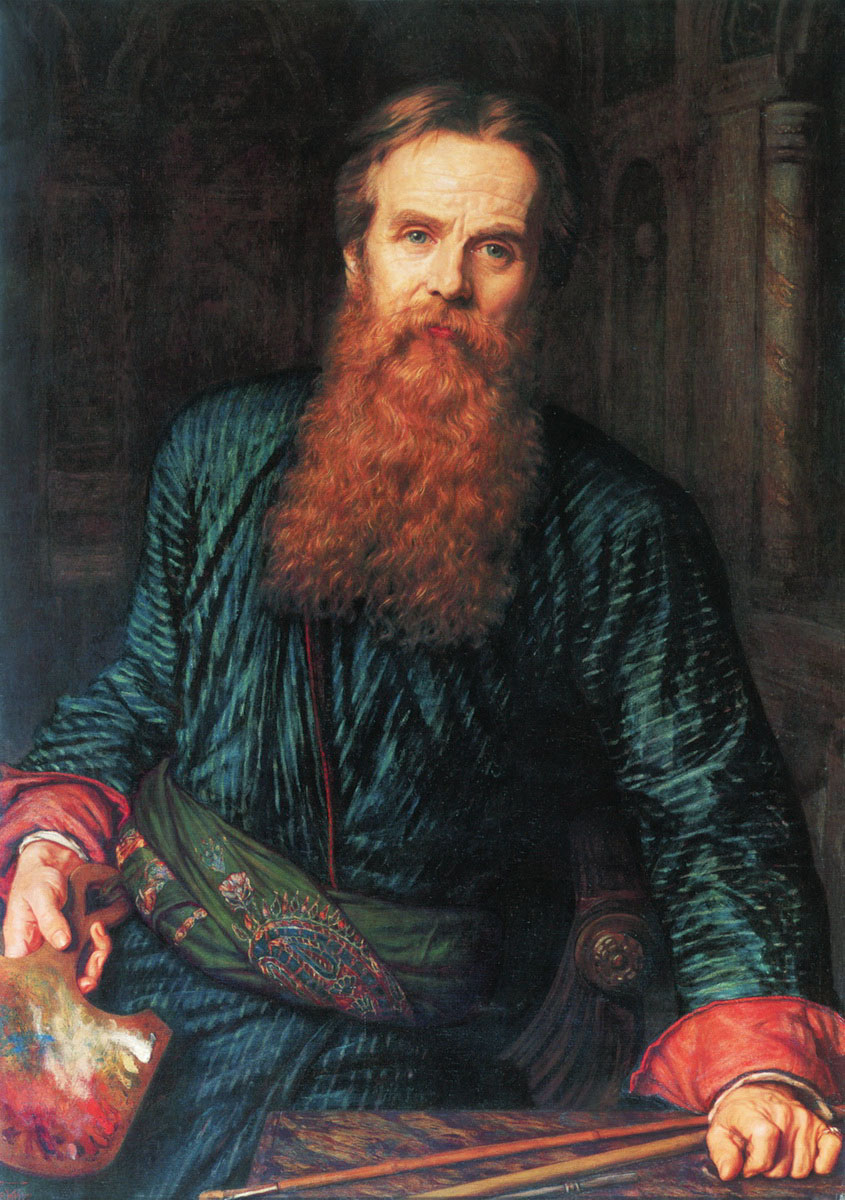
William Holman Hunt

William Holman Hunt (1827-1910) fue un pintor adscrito a la Hermandad Prerrafaelita, un movimiento pictórico británico cuyos miembros se inspiraban —como su nombre indica— en los pintores italianos anteriores a Rafael, así como en la recién surgida fotografía, con exponentes como Dante Gabriel Rossetti, Edward Burne-Jones, John Everett Millais y Ford Madox Brown. El grupo fue fundado en 1848 por un conjunto de jóvenes artistas que, descontentos con el panorama artístico de su país, querían revitalizarlo, para lo que consideraron retornar a un arte sencillo y sincero, inspiración que encontraron en el arte italiano anterior a Rafael. Se centraron en la temática religiosa, con un fuerte componente moralizante, aunque también efectuaron retratos y paisajes, con una técnica de factura clara y brillante, casi de instantánea fotográfica. Hacia 1853 el grupo estaba ya prácticamente disuelto y, de hecho, Hunt fue el que se mantuvo más fiel a sus premisas durante el resto de su trayectoria.
Hunt tenía como premisa el estudio directo de la naturaleza, para lo que rechazaba las técnicas academicistas que tanto denostaban los prerrafaelitas. Su obra se caracteriza por su precisión y detallismo, así como por su contenido moral y simbólico. Desde 1854 realizó varios viajes por Egipto y Palestina para pintar con más precisión escenas bíblicas, buscando las ambientaciones originales de los hechos narrados en la Biblia.
El artista realizó este cuadro el mismo año que La luz del mundo (Keble College, Universidad de Oxford), otra escena cristológica, con el que hacía pareja.
Para inspirarse, Hunt alquiló una casa en St John's Wood, un barrio del norte de Londres donde era habitual que los ricos mantuviesen a sus amantes. La modelo de la joven fue Annie Miller, la novia de Hunt.
El cuadro fue un encargo del industrial de Mánchester Thomas Fairbairn, mecenas de los prerrafaelitas, por un precio de 350 guineas. Fue expuesto en la Royal Academy en 1854. Pasó por herencia a su hijo, Arthur Henderson Fairbairn. En 1947 fue vendido en Christie's a Colin Anderson, quien lo donó a la Tate Gallery en 1976.

## Descripción

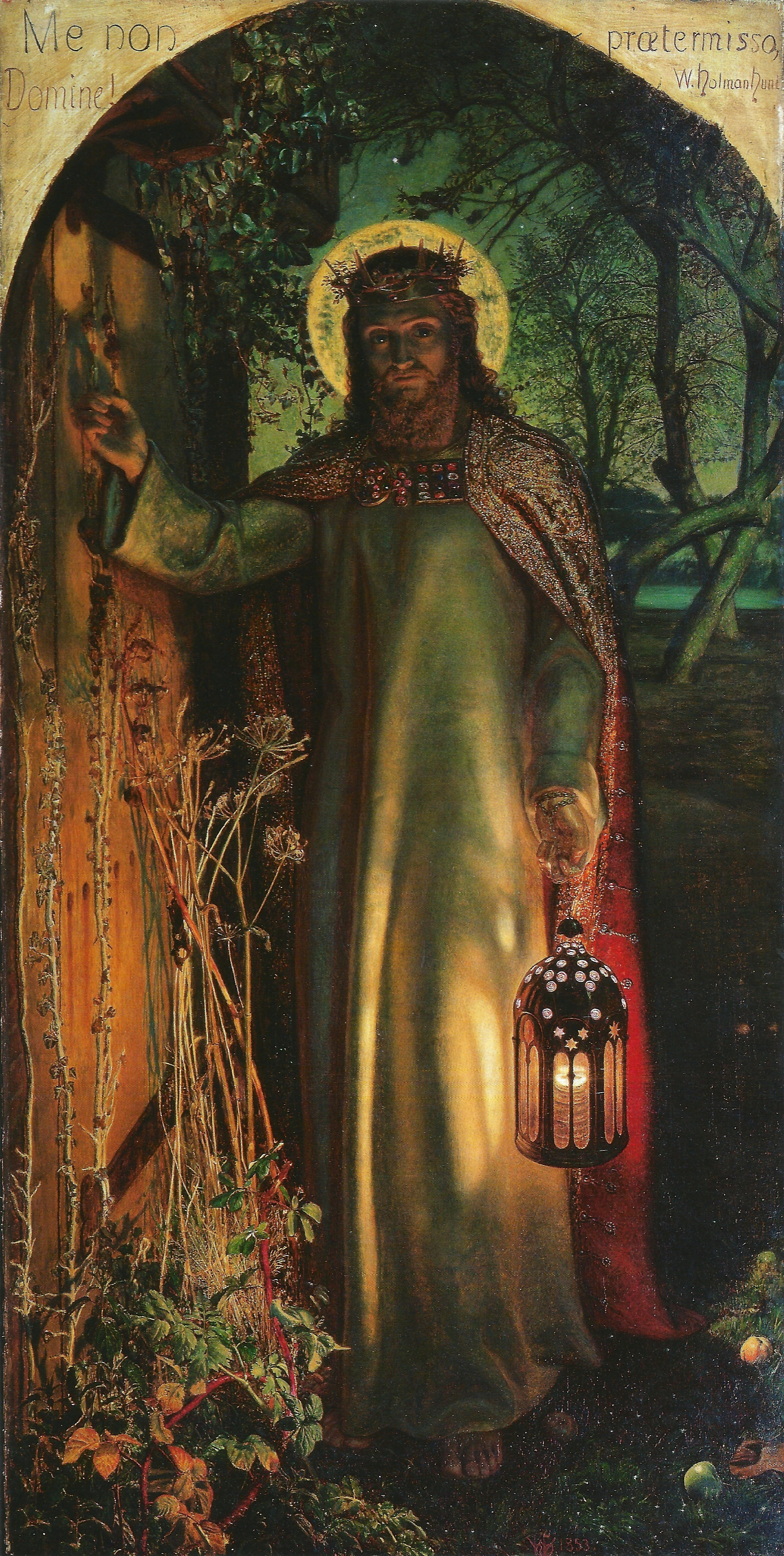
La luz del mundo (1853), Keble College, Universidad de Oxford

El cuadro representa una escena interior con una pareja de jóvenes amantes recostados sobre un diván. La muchacha mira a través de una ventana —el espectador ve el reflejo de la misma en un espejo situado detrás de la joven— y ve una luz resplandeciente que representa a Cristo, hecho que le hace despertar su conciencia religiosa. El tema es claramente moralizante: la redención de la mujer caída. Este tipo de representaciones fueron muy populares en la época victoriana, una época de estricta moralidad puritana.
La escena se presenta en un lujoso salón de una típica casa de campo inglesa. En un diván aparece recostado un joven bien vestido, que por su porte y elegancia se denota que es de buena posición social. En su regazo se sienta una joven hermosa a medio vestir, ya que la prenda blanca con encajes que lleva es una enagua. Lleva anillos en todos los dedos excepto en el que tradicionalmente se colocaba el anillo de casada. Se sobreentiende que la muchacha es su amante y que el joven mantiene esta casa para ella. El sombrero de copa sobre la mesita de la izquierda indica que el caballero está de visita. La muchacha está en posición de levantarse, representando el momento exacto del despertar de su conciencia. Inicialmente, la expresión de la joven era más pesarosa, lo que no agradó al comitente de la obra, que le pidió al pintor que la cambiase por otra más dichosa.
El mayor simbolismo de la escena se encuentra en la luz que se filtra del jardín. En La luz del mundo Hunt relacionó la imagen con el pasaje bíblico que identifica a Cristo con la luz, mediante la frase «yo soy la luz del mundo, aquel que me siga no andará en las tinieblas, pues tendrá la luz de la vida» (Juan, 8:12). En esta obra el pintor retrató de nuevo la simbólica luz de Jesucristo a través de la luz del jardín que se cuela por la ventana. Por otro lado, las flores del jardín son rosas blancas, símbolo de pureza. La luz directa incide tan solo en una pequeña porción del cuadro, la esquina inferior derecha, encima de la pata del piano, donde se ven unos hilos de lana deshilachados de la tapicería, con un claro simbolismo: los hilos son el camino de perdición de la joven, y la luz es su salvación.
En la imagen hay otros diversos elementos a destacar, algunos de ellos también cargados de simbolismo: el papel de la pared presenta imágenes de Cupido dormido mientras vigila el maizal y la viña, circunstancia que aprovechan los pájaros para comerse sus frutos; es una metáfora de la castidad de la joven, la cual debe vigilar como un campesino su cosecha. El piano de la derecha tiene la partitura de la canción inglesa Oft in the Stilly Night, que trata sobre la inocencia de la infancia. Encima del piano hay un reloj esculpido con la imagen de la Castidad atando a Cupido, de nuevo la contención frente al amor; así como un jarrón con campánulas, unas flores que se enredan a otras plantas, simbolizando la complicada relación sentimental de la mujer. El cuadro del fondo es la escena bíblica de la mujer adúltera. Bajo la mesita de la izquierda hay un gato atrapando juguetón un pájaro, una prefiguración del caballero que juega con su amante, aunque el vuelo del pájaro simboliza de nuevo la salvación de la joven. En la esquina inferior izquierda hay en el suelo otra partitura, Tears, Idle Tears, una adaptación de Edward Lear de un poema de Alfred Tennyson que aludía al contraste entre la inocencia pasada y los infortunios presentes. Por último, en la parte inferior central del cuadro hay un guante tirado, que simboliza el destino que aguarda a la joven si continúa la relación con su amante.
El cuadro está firmado con las iniciales del autor y la fecha en la esquina inferior izquierda.
Además del lienzo, Hunt diseñó el marco, de lujosa decoración, con diversos emblemas alusivos al tema representado, como caléndulas, símbolo de tristeza, y campanas, que señalan el peligro. También incluyó una cita bíblica: «quien le canta canciones a un corazón afligido es como el que se despoja de una prenda cuando arrecia el frío».